# 托馬斯冰川
78°40′S 84°0′W / 78.667°S 84.000°W
奧里扎里冰川是南極洲的冰川，位於埃爾斯沃思地，處於埃爾斯沃思山脈中森蒂納爾嶺，全長4.7公里，以保加利亞南部的鄉鎮命名。